# Campionats del món de ciclocròs de 1984
Els Campionats del món de ciclocròs de 1984 foren la 35a edició dels mundials de la modalitat de ciclocròs i es disputaren el 18 i 19 de febrer de 1984 a Oss, Brabant del Nord, Països Baixos. Foren tres les proves disputades.

## Resultats
| Prova         | Or              | Plata              | Bronze          |
| Cursa elit    | Roland Liboton  | Hennie Stamsnijder | Albert Zweifel  |
| Cursa amateur | Radomír Šimůnek | Miroslav Kvasnicka | Frank van Bakel |
| Cursa júnior  | Ondrej Glajza   | Robert Dane        | Richard Koberna |

## Classificacions

### Classificació de la prova elit
| Pos. | Ciclista            | País          | Temps           |
| ---- | ------------------- | ------------- | --------------- |
|      | Roland Liboton      | Bèlgica       | 1 h 08 min 18 s |
|      | Hennie Stamsnijder  | Països Baixos | + 0:00          |
|      | Albert Zweifel      | Suïssa        | + 0:00          |
| 4    | Robert Vermeire     | Bèlgica       | + 0:19          |
| 5    | Johan Ghyllebert    | Bèlgica       | + 0:53          |
| 6    | Rein Groenendaal    | Països Baixos | + 1:09          |
| 7    | Paul De Brauwer     | Bèlgica       | + 1:37          |
| 8    | Claude Michely      | Luxemburg     | + 1:38          |
| 9    | Reimund Dietzen     | RFA           | + 2:00          |
| 10   | Cees van der Wereld | Països Baixos | + 2:06          |

### Classificació de la prova amateur
| Pos. | Cycliste             | Pays           | Temps           |
| ---- | -------------------- | -------------- | --------------- |
|      | Radomír Šimůnek      | Txecoslovàquia | 1 h 05 min 24 s |
|      | Miloslav Kvasnička   | Txecoslovàquia | + 0:03          |
|      | Frank van Bakel      | Països Baixos  | + 0:20          |
| 4    | Radovan Fořt         | Txecoslovàquia | + 0:26          |
| 5    | Grzegorz Jaroszewski | Polònia        | + 0:41          |
| 6    | Mathieu Hermans      | Països Baixos  | + 0:53          |
| 7    | Peter Hric           | Txecoslovàquia | + 0:53          |
| 8    | Hans Boom            | Països Baixos  | + 0:55          |
| 9    | Ludo De Rey          | Bèlgica        | + 0:55          |
| 10   | Vito Di Tano         | Itàlia         | + 1:16          |

- El belga Ivan Messelis, inicialment quart, va ser desqualificat per dopatge.

### Classificació de la prova júnior
| Pos. | Cycliste        | Pays           | Temps       |
| ---- | --------------- | -------------- | ----------- |
|      | Ondrej Glajza   | Txecoslovàquia | 48 min 05 s |
|      | Robert Dane     | Regne Unit     | + 0:16      |
|      | Richard Koberna | Txecoslovàquia | + 0:41      |
| 4    | Josef Jiřička   | Txecoslovàquia | + 0:53      |
| 5    | Johan Reumer    | Països Baixos  | + 0:53      |
| 6    | Hans Hietbrink  | Països Baixos  | + 1:11      |
| 7    | Dieter Runkel   | Suïssa         | + 1:28      |
| 8    | Johnny Blomme   | Bèlgica        | + 1:42      |
| 9    | Henrik Djernis  | Dinamarca      | + 1:55      |
| 10   | Beat Wabel      | Suïssa         | + 1:53      |

## Medaller
| Pos. | País           | Or | Plata | Bronze | Total |
| 1    | Txecoslovàquia | 2  | 1     | 1      | 4     |
| 2    | Bèlgica        | 1  | 0     | 0      | 1     |
| 3    | Països Baixos  | 0  | 1     | 1      | 2     |
| 4    | Regne Unit     | 0  | 1     | 0      | 1     |
| 5    | Suïssa         | 0  | 0     | 1      | 1     |